# 2514-es mellékút (Magyarország)
A 2514-es számú mellékút egy közel kilenc kilométeres hosszúságú, négy számjegyű mellékút Borsod-Abaúj-Zemplén vármegyében, a Bükkben.

## Nyomvonala
A 3-as főútból ágazik ki, a 165-ös kilométere közelében, északi irányban, Emőd belterületén, Kossuth Lajos út néven. 400 méter megtétele után ágazik ki belőle kelet felé a 25 118-as út, amely az Antenna Hungária itteni telephelyéig vezet. A 3+400-as kilométerszelvénye előtt lép át Bükkaranyos területére, e település központját a 6+700-as kilométerszelvénye körül éri el. A 2515-ös útba torkollva ér véget, annak 7+600-as kilométerszelvényénél, Bükkaranyos külterületén.
Teljes hossza az országos közutak térképes nyilvántartását szolgáló kira.gov.hu adatbázisa szerint 8,910 kilométer.